# Tears in Heaven
Tears in Heaven is een lied uit 1991, geschreven door Will Jennings en Eric Clapton. Het werd op cd gezet door Clapton en werd voor het eerst uitgebracht als achtergrondmuziek in de Hollywoodfilm Rush die op 22 december 1991 zijn première beleefde. Op 12 januari 1992 volgde het album van de soundtrack. Dezelfde maand werd het lied uitgebracht als single.
Het nummer is geïnspireerd op het overlijden van Claptons vierjarig zoontje Conor die op 20 maart 1991 uit het raam van de 53ste verdieping van een wolkenkrabber naar beneden viel. In 2009 gaf Clapton de organisatie Consument en Veiligheid toestemming om dit nummer als soundtrack te gebruiken voor hun campagne "Valwijzer", die bedoeld was om ouders met kinderen bewust te maken van de risico’s en gevolgen van een val.

## Hitnotering
| "Tears in Heaven" in de Nederlandse Top 40 - binnen 07-03-1992 | "Tears in Heaven" in de Nederlandse Top 40 - binnen 07-03-1992 | "Tears in Heaven" in de Nederlandse Top 40 - binnen 07-03-1992 | "Tears in Heaven" in de Nederlandse Top 40 - binnen 07-03-1992 | "Tears in Heaven" in de Nederlandse Top 40 - binnen 07-03-1992 | "Tears in Heaven" in de Nederlandse Top 40 - binnen 07-03-1992 | "Tears in Heaven" in de Nederlandse Top 40 - binnen 07-03-1992 | "Tears in Heaven" in de Nederlandse Top 40 - binnen 07-03-1992 | "Tears in Heaven" in de Nederlandse Top 40 - binnen 07-03-1992 | "Tears in Heaven" in de Nederlandse Top 40 - binnen 07-03-1992 |
| Week                                                           | 01                                                             | 02                                                             | 03                                                             | 04                                                             | 05                                                             | 06                                                             | 07                                                             | 08                                                             |                                                                |
| -------------------------------------------------------------- | -------------------------------------------------------------- | -------------------------------------------------------------- | -------------------------------------------------------------- | -------------------------------------------------------------- | -------------------------------------------------------------- | -------------------------------------------------------------- | -------------------------------------------------------------- | -------------------------------------------------------------- | -------------------------------------------------------------- |
| Nummer                                                         | 29                                                             | 22                                                             | 18                                                             | 17                                                             | 20                                                             | 24                                                             | 29                                                             | 39                                                             | uit                                                            |

| "Tears in Heaven (Live)" in de Nederlandse Top 40 - binnen 17-04-1993 | "Tears in Heaven (Live)" in de Nederlandse Top 40 - binnen 17-04-1993 | "Tears in Heaven (Live)" in de Nederlandse Top 40 - binnen 17-04-1993 | "Tears in Heaven (Live)" in de Nederlandse Top 40 - binnen 17-04-1993 |
| Week                                                                  | 01                                                                    | 02                                                                    |                                                                       |
| --------------------------------------------------------------------- | --------------------------------------------------------------------- | --------------------------------------------------------------------- | --------------------------------------------------------------------- |
| Nummer                                                                | 34                                                                    | 31                                                                    | uit                                                                   |

| "Tears in Heaven" in de Nederlandse Single Top 100 - binnen: 08-02-1992 | "Tears in Heaven" in de Nederlandse Single Top 100 - binnen: 08-02-1992 | "Tears in Heaven" in de Nederlandse Single Top 100 - binnen: 08-02-1992 | "Tears in Heaven" in de Nederlandse Single Top 100 - binnen: 08-02-1992 | "Tears in Heaven" in de Nederlandse Single Top 100 - binnen: 08-02-1992 | "Tears in Heaven" in de Nederlandse Single Top 100 - binnen: 08-02-1992 | "Tears in Heaven" in de Nederlandse Single Top 100 - binnen: 08-02-1992 | "Tears in Heaven" in de Nederlandse Single Top 100 - binnen: 08-02-1992 | "Tears in Heaven" in de Nederlandse Single Top 100 - binnen: 08-02-1992 | "Tears in Heaven" in de Nederlandse Single Top 100 - binnen: 08-02-1992 | "Tears in Heaven" in de Nederlandse Single Top 100 - binnen: 08-02-1992 | "Tears in Heaven" in de Nederlandse Single Top 100 - binnen: 08-02-1992 | "Tears in Heaven" in de Nederlandse Single Top 100 - binnen: 08-02-1992 | "Tears in Heaven" in de Nederlandse Single Top 100 - binnen: 08-02-1992 | "Tears in Heaven" in de Nederlandse Single Top 100 - binnen: 08-02-1992 | "Tears in Heaven" in de Nederlandse Single Top 100 - binnen: 08-02-1992 | "Tears in Heaven" in de Nederlandse Single Top 100 - binnen: 08-02-1992 | "Tears in Heaven" in de Nederlandse Single Top 100 - binnen: 08-02-1992 |
| Week                                                                    | 01                                                                      | 02                                                                      | 03                                                                      | 04                                                                      | 05                                                                      | 06                                                                      | 07                                                                      | 08                                                                      | 09                                                                      | 10                                                                      | 11                                                                      | 12                                                                      | 13                                                                      | 14                                                                      | 15                                                                      | 16                                                                      |                                                                         |
| ----------------------------------------------------------------------- | ----------------------------------------------------------------------- | ----------------------------------------------------------------------- | ----------------------------------------------------------------------- | ----------------------------------------------------------------------- | ----------------------------------------------------------------------- | ----------------------------------------------------------------------- | ----------------------------------------------------------------------- | ----------------------------------------------------------------------- | ----------------------------------------------------------------------- | ----------------------------------------------------------------------- | ----------------------------------------------------------------------- | ----------------------------------------------------------------------- | ----------------------------------------------------------------------- | ----------------------------------------------------------------------- | ----------------------------------------------------------------------- | ----------------------------------------------------------------------- | ----------------------------------------------------------------------- |
| Nummer                                                                  | 96                                                                      | 82                                                                      | 61                                                                      | 44                                                                      | 39                                                                      | 29                                                                      | 20                                                                      | 17                                                                      | 13                                                                      | 14                                                                      | 16                                                                      | 24                                                                      | 31                                                                      | 48                                                                      | 61                                                                      | 94                                                                      | uit                                                                     |

| "Tears in Heaven (Live)" in de Nederlandse Single Top 100 - binnen: 03-04-1993 | "Tears in Heaven (Live)" in de Nederlandse Single Top 100 - binnen: 03-04-1993 | "Tears in Heaven (Live)" in de Nederlandse Single Top 100 - binnen: 03-04-1993 | "Tears in Heaven (Live)" in de Nederlandse Single Top 100 - binnen: 03-04-1993 | "Tears in Heaven (Live)" in de Nederlandse Single Top 100 - binnen: 03-04-1993 | "Tears in Heaven (Live)" in de Nederlandse Single Top 100 - binnen: 03-04-1993 | "Tears in Heaven (Live)" in de Nederlandse Single Top 100 - binnen: 03-04-1993 |
| Week                                                                           | 01                                                                             | 02                                                                             | 03                                                                             | 04                                                                             | 05                                                                             |                                                                                |
| ------------------------------------------------------------------------------ | ------------------------------------------------------------------------------ | ------------------------------------------------------------------------------ | ------------------------------------------------------------------------------ | ------------------------------------------------------------------------------ | ------------------------------------------------------------------------------ | ------------------------------------------------------------------------------ |
| Nummer                                                                         | 47                                                                             | 42                                                                             | 43                                                                             | 44                                                                             | 48                                                                             | uit                                                                            |

### Evergreen Top 1000
| Evergreen Top 1000 "Tears In Heaven" | Evergreen Top 1000 "Tears In Heaven" | Evergreen Top 1000 "Tears In Heaven" | Evergreen Top 1000 "Tears In Heaven" | Evergreen Top 1000 "Tears In Heaven" | Evergreen Top 1000 "Tears In Heaven" | Evergreen Top 1000 "Tears In Heaven" | Evergreen Top 1000 "Tears In Heaven" | Evergreen Top 1000 "Tears In Heaven" | Evergreen Top 1000 "Tears In Heaven" | Evergreen Top 1000 "Tears In Heaven" | Evergreen Top 1000 "Tears In Heaven" | Evergreen Top 1000 "Tears In Heaven" | Evergreen Top 1000 "Tears In Heaven" | Evergreen Top 1000 "Tears In Heaven" | Evergreen Top 1000 "Tears In Heaven" | Evergreen Top 1000 "Tears In Heaven" |
| Jaar                                 | 2008                                 | 2009                                 | 2010                                 | 2011                                 | 2012                                 | 2013                                 | 2014                                 | 2015                                 | 2016                                 | 2017                                 | 2018                                 | 2019                                 | 2020                                 | 2021                                 | 2022                                 | 2023                                 |
| ------------------------------------ | ------------------------------------ | ------------------------------------ | ------------------------------------ | ------------------------------------ | ------------------------------------ | ------------------------------------ | ------------------------------------ | ------------------------------------ | ------------------------------------ | ------------------------------------ | ------------------------------------ | ------------------------------------ | ------------------------------------ | ------------------------------------ | ------------------------------------ | ------------------------------------ |
| Positie                              | -                                    | -                                    | -                                    | -                                    | 998                                  | -                                    | -                                    | -                                    | 73                                   | 94                                   | 65                                   | 79                                   | 62                                   | 74                                   | 71                                   | 92                                   |

### NPO Radio 2 Top 2000
| Nummer met noteringen in de NPO Radio 2 Top 2000 | '99 | '00 | '01 | '02 | '03 | '04 | '05 | '06 | '07 | '08 | '09 | '10 | '11 | '12 | '13 | '14 | '15 | '16 | '17 | '18 | '19 | '20 | '21 | '22 | '23 | '24 |
| ------------------------------------------------ | --- | --- | --- | --- | --- | --- | --- | --- | --- | --- | --- | --- | --- | --- | --- | --- | --- | --- | --- | --- | --- | --- | --- | --- | --- | --- |
| Tears in Heaven                                  | 21  | 31  | 35  | 34  | 43  | 40  | 41  | 44  | 46  | 36  | 60  | 50  | 44  | 77  | 65  | 73  | 83  | 83  | 75  | 78  | 91  | 103 | 90  | 122 | 135 | 166 |

1. ↑  Een vetgedrukt getal geeft de hoogste notering aan.

## Covers
Het nummer werd gecoverd door onder meer:
- Joshua Redman, een jazz-versie op zijn album Wish uit 1993
- Paul Anka op Rock Swings
- Gregorian op Masters of Chant
- Declan Galbraith in zijn gelijknamige album Declan Galbraith
- The Choirboys
- Jan Smit

- Gemeinsame Normdatei: 1192856791
- MusicBrainz work: b266015b-50f8-3526-933c-06e68e66e5d6
- Virtual International Authority File: 9881156619137028780002